# 小野寺浩
小野寺 浩（おのでら ゆたか、1944年〈昭和19年〉1月4日 - ）はVFXプロデューサー、オプチカル合成エンジニア。宮城県出身。

## 来歴
小野寺の兄とカメラマンの有川貞昌の妹が結婚した縁から、有川に東宝のアルバイトへ誘われ、1962年9月に東宝へアルバイトとして参加する。面接では撮影部を志望したが空きがなかったため、特殊技術課へ配属され、室内班のオプチカル作業に従事する。アルバイト当初は3か月での社員登用をほのめかされていたが、東宝争議の影響で雇用されず、円谷プロダクションやキヌタラボラトリーなどで形だけの社員登用を経た後、円谷英二が人事部に直接掛け合い、技術契約者となった。『怪獣島の決戦 ゴジラの息子』より合成を担当する。
1970年9月に日本エフェクトセンターへ移籍した。東宝を辞めた理由について、「オプチカル・プリンターのカメラがブレてきたが、会社が直そうとしなかったため」と語っている。
特撮映画や特撮テレビドラマなどの合成を手掛ける。

## 作品

### 映画
- 1962年 - 忠臣蔵 花の巻・雪の巻[3]
- 1966年 - フランケンシュタインの怪獣 サンダ対ガイラ - 光学撮影[4][注釈 1]
- 1967年 - 怪獣島の決戦 ゴジラの息子[1]
- 1968年 - 連合艦隊司令長官 山本五十六 - 光学撮影[5][注釈 1]
- 1970年 - ゲゾラ・ガニメ・カメーバ 決戦!南海の大怪獣 - 光学撮影[6][注釈 1]
- 1978年 - 宇宙からのメッセージ[1]
- 1994年 - ノストラダムス戦慄の啓示 - 視覚効果
- 1996年 - モスラ - 特殊視覚効果プロデュース
- 1997年 - モスラ2 海底の大決戦 - 特殊視覚効果プロデュース
- 1998年 - アンドロメディア - VFXスタッフ
- 1998年 - モスラ3 キングギドラ来襲 - 特殊視覚効果プロデュース
- 1999年 - ゴジラ2000 ミレニアム - ビュジュアルエフェクトスーパーバイザー
- 2000年 - ゴジラ×メガギラス G消滅作戦 - ビジュアルエフェクトスーパーバイザー
- 2004年 - ゴジラ FINAL WARS - プロダクション･プロデューサー

### テレビ
- 1971年 - ミラーマン[1]
- 1996年 - ウルトラマンティガ - テクニカルアドバイザー